# Station Szczedrzykowice
Station Szczedrzykowice is een spoorwegstation in de Poolse plaats Szczedrzykowice-Stacja.